# Coupe d'Afrique de rugby à XV 2001
Navigation
Coupe d'Afrique 2000 Coupe d'Afrique 2002
La Coupe d'Afrique de rugby à XV 2001 est une compétition organisée par la Confédération africaine de rugby qui oppose les 6 meilleures nations africaines. Elle se termine par la victoire de l'Afrique du Sud des moins de 23 ans, vainqueur en finale du Maroc sur le score de 36 à 20.

## Équipes engagées
| Équipe               | Participation (Pre) | Meilleur résultat |
| -------------------- | ------------------- | ----------------- |
| Afrique du Sud - U23 | 2e (2000)           | Vainqueur (2000)  |
| Côte d'Ivoire        | 1er (2001)          |                   |
| Maroc                | 2e (2000)           | Finaliste (2000)  |
| Namibie              | 2e (2000)           |                   |
| Tunisie              | 2e (2000)           |                   |
| Zimbabwe             | 2e (2000)           |                   |

## Zone Nord

### Classement
| Rang | Nation        | J | V | N | D | Pm | Pe  | Diff | Pts |
| ---- | ------------- | - | - | - | - | -- | --- | ---- | --- |
| 1    | Maroc         | 4 | 4 | 0 | 0 | 85 | 46  | +39  | 8   |
| 2    | Côte d'Ivoire | 4 | 1 | 1 | 2 | 86 | 49  | +37  | 3   |
| 3    | Tunisie       | 4 | 0 | 1 | 3 | 28 | 104 | -76  | 1   |

|  | Qualifié pour la finale (no 1). |

### Détails des résultats
| 17 mars 2001 | Tunisie | 14 – 17 | Maroc | Tunis |
| 17 mars 2001 |         |         |       | Tunis |
| 17 mars 2001 |         |         |       | Tunis |

| 7 avril 2001 | Côte d'Ivoire | 11 – 18 | Maroc | Abidjan |
| 7 avril 2001 |               |         |       | Abidjan |
| 7 avril 2001 |               |         |       | Abidjan |

| 21 avril 2001 | Maroc | 20 – 18 | Côte d'Ivoire | Fès |
| 21 avril 2001 |       |         |               | Fès |
| 21 avril 2001 |       |         |               | Fès |

| 28 avril 2001 | Tunisie | 11 – 11 | Côte d'Ivoire | Tunis |
| 28 avril 2001 |         |         |               | Tunis |
| 28 avril 2001 |         |         |               | Tunis |

| 12 mai 2001 | Côte d'Ivoire | 46 – 0 | Tunisie | Abidjan |
| 12 mai 2001 |               |        |         | Abidjan |
| 12 mai 2001 |               |        |         | Abidjan |

| 19 mai 2001 | Maroc | 30 – 3 | Tunisie | Marrakech |
| 19 mai 2001 |       |        |         | Marrakech |
| 19 mai 2001 |       |        |         | Marrakech |

## Zone Sud

### Classement
| Rang | Nation         | J | V | N | D | Pm  | Pe  | Diff | Pts |
| ---- | -------------- | - | - | - | - | --- | --- | ---- | --- |
| 1    | Afrique du Sud | 4 | 4 | 0 | 0 | 250 | 77  | +173 | 8   |
| 2    | Namibie        | 4 | 1 | 0 | 3 | 73  | 143 | -70  | 2   |
| 3    | Zimbabwe       | 4 | 1 | 0 | 3 | 91  | 194 | -103 | 2   |

|  | Qualifié pour la finale (no 1). |

### Détails des résultats
| 26 mai 2001 | Namibie | 15 – 60 | Afrique du Sud -23 | Windhoek |
| 26 mai 2001 |         |         |                    | Windhoek |
| 26 mai 2001 |         |         |                    | Windhoek |

| 2 juin 2001 | Zimbabwe | 20 – 71 | Afrique du Sud -23 | Bulawayo |
| 2 juin 2001 |          |         |                    | Bulawayo |
| 2 juin 2001 |          |         |                    | Bulawayo |

| 16 juin 2001 | Afrique du Sud -23 | 41 – 13 | Namibie | Johannesburg |
| 16 juin 2001 |                    |         |         | Johannesburg |
| 16 juin 2001 |                    |         |         | Johannesburg |

| 23 juin 2001 | Afrique du Sud -23 | 78 – 29 | Zimbabwe | Durban |
| 23 juin 2001 |                    |         |          | Durban |
| 23 juin 2001 |                    |         |          | Durban |

| 7 juillet 2001 | Zimbabwe | 27 – 26 | Namibie | Harare |
| 7 juillet 2001 |          |         |         | Harare |
| 7 juillet 2001 |          |         |         | Harare |

| 14 juillet 2001 | Namibie | 19 – 15 | Zimbabwe | Windhoek |
| 14 juillet 2001 |         |         |          | Windhoek |
| 14 juillet 2001 |         |         |          | Windhoek |

## Finale
| 11 novembre 2001 | Maroc | 20 – 36 | Afrique du Sud -23 | Casablanca |
| 11 novembre 2001 |       |         |                    | Casablanca |
| 11 novembre 2001 |       |         |                    | Casablanca |